# Wintermühlenhof

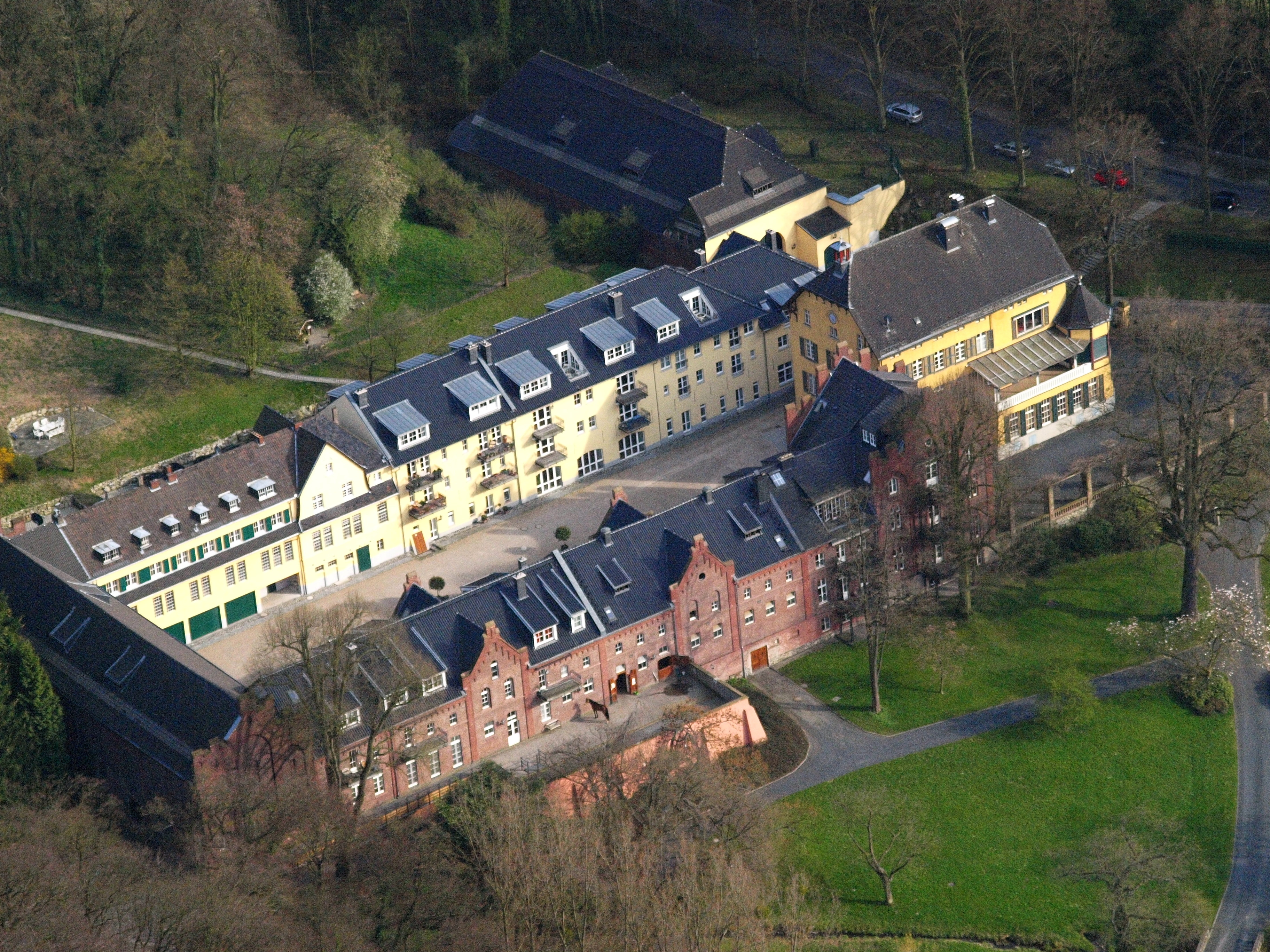
Luftaufnahme des Wintermühlenhofs

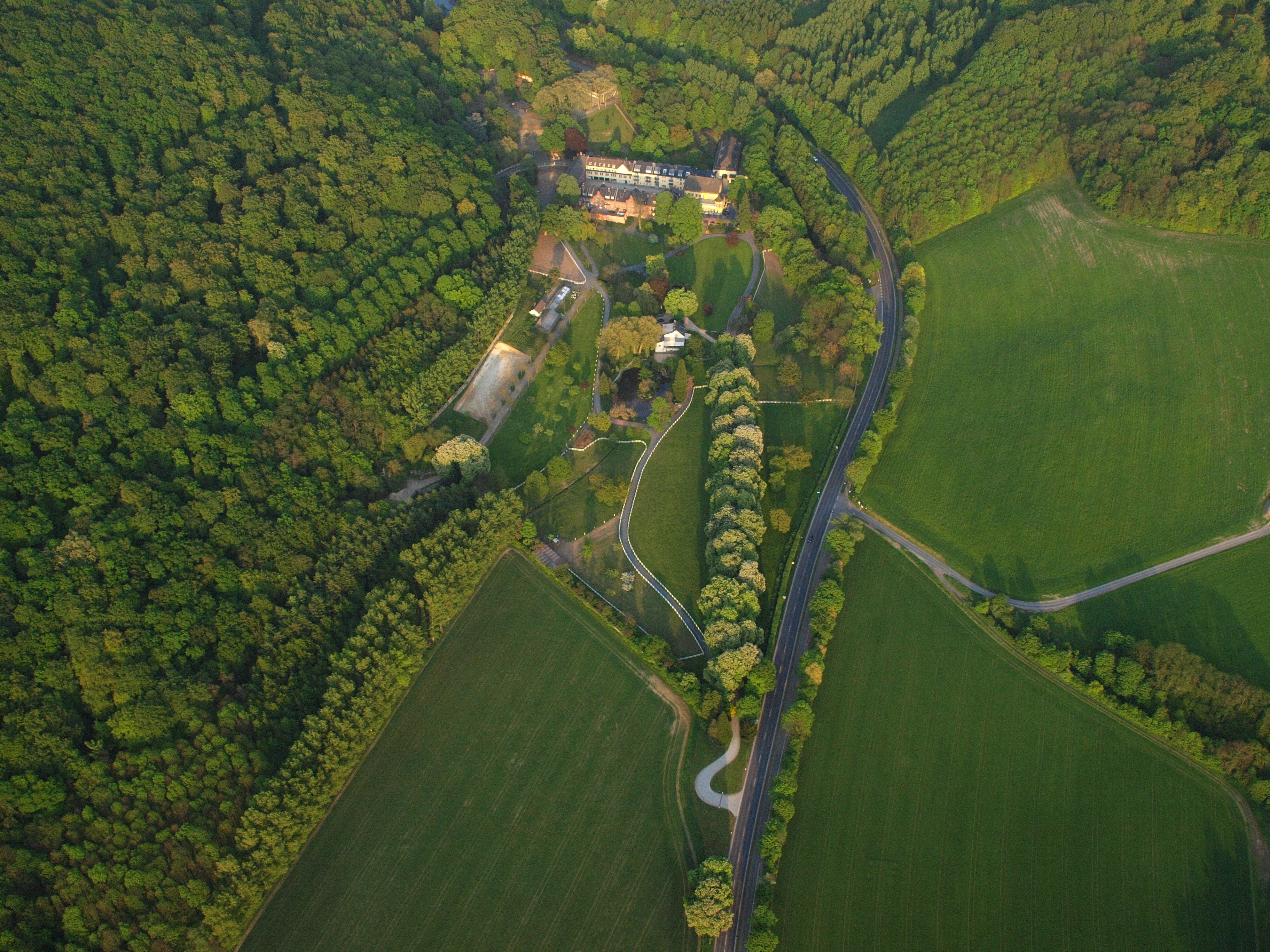
Senkrechtaufnahme

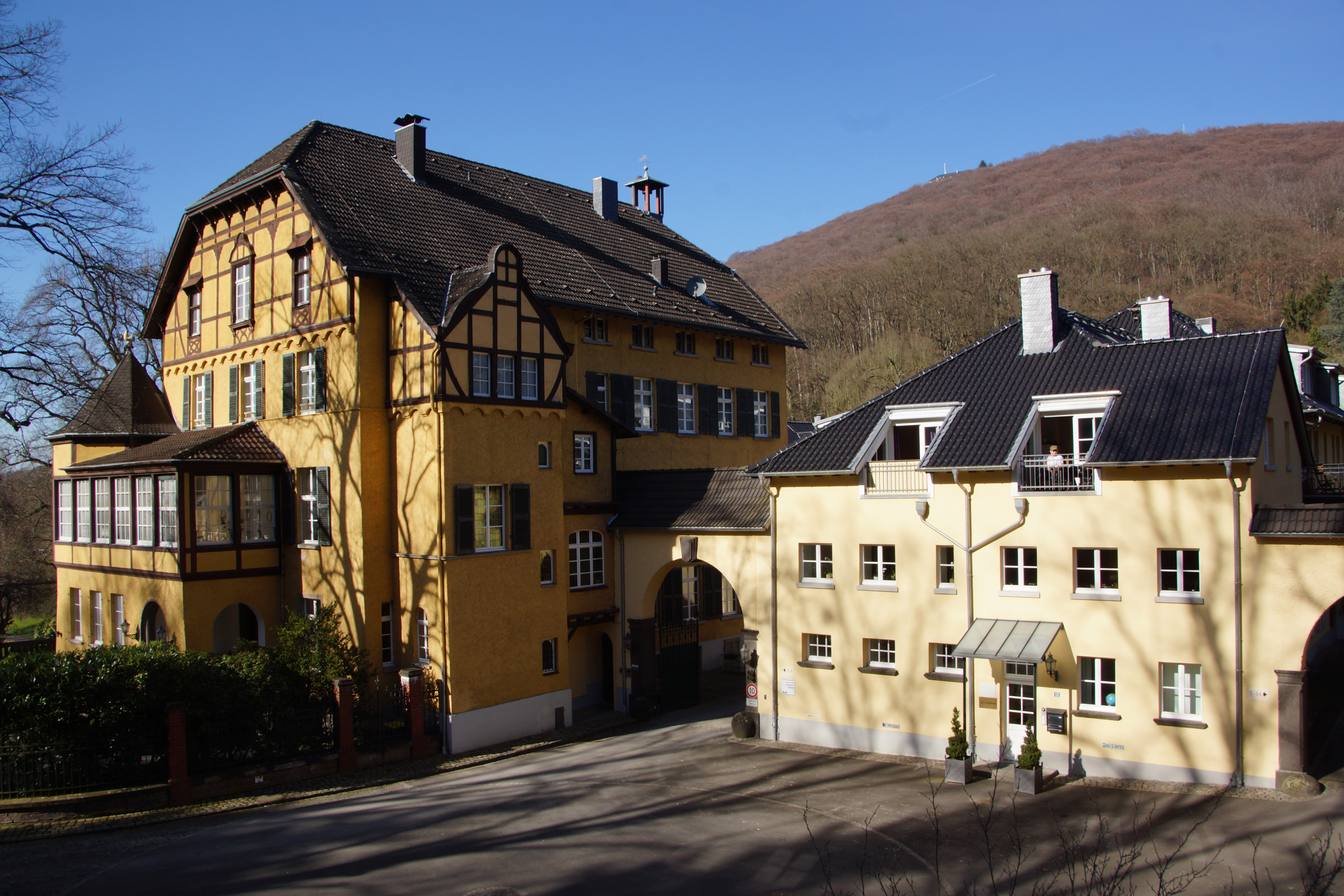
Wintermühlenhof, Herrenhaus (2014)

Der Wintermühlenhof ist ein Gutshof in Königswinter, einer Stadt im nordrhein-westfälischen Rhein-Sieg-Kreis.

## Lage
Der Wintermühlenhof liegt ein Kilometer östlich des Stadtzentrums von Königswinter auf etwa 115 m ü. NHN an der Südseite des Petersbergs bzw. an dessen südlicher Voranhöhe, dem Kutzenberg. Das Gelände wird vom Mirbesbach durchflossen, der hier in Teichen gestaut wird. An der Südseite des Hofs verläuft die Landesstraße 331 (Königswinter–Ittenbach). Am Wintermühlenhof befindet sich ein aufgeschlossenes Vorkommen von Quarzitbänken, die hier mit zwei bis drei Meter mächtigen, feinkörnigen „Blättersandsteinen“ durchsetzt und als oberoligozäne Bachablagerungen entstanden sind.

## Geschichte
Die Ursprünge des Hofs liegen in einer Grangie des Klosters Heisterbach. Seine erste urkundliche Erwähnung erfolgte im Jahr 1402 gemeinsam mit dem nahegelegenen Hofgut „Kackenest“ (Pottscheid), das später zum Wintermühlenhof gehörte. Der Betrieb, der sich auf Forstwirtschaft, Ackerbau und eine Mühle (die namensgebende Wintermühle) erstreckte, wurde Mitte des 17. Jahrhunderts auf den Weinanbau ausgeweitet. Im 18. Jahrhundert richtete man einen Steinbruch ein, in dem Quarzit abgebaut wurde. 1803 begann die Säkularisation des Wintermühlenhofs, der im Jahre 1830 in Privatbesitz fiel. Neuer Eigentümer wurde im Jahre 1843 die Familie Mülhens, die den Gutshof umfassend vergrößerte und ihm seine heutige Erscheinungsform gab. Dabei entstand auch das südlich des vierflügeligen Hofs gelegene Herrenhaus. Eine der Erweiterungen wurde 1886/87 durch den Baumeister Gerhard Franz Langenberg durchgeführt.
Zum Zeitpunkt der Säkularisation war der Wintermühlenhof an Peter Josef Wirz verpachtet. 1803 wurden die Hofgebäude auf 1.600 Reichstaler geschätzt. Der Obst- und Baumgarten umfasste nur zwei Viertel Land, die Äcker hingegen 79 Morgen, die Wiesen zwölf Morgen. Hinzu kam ein Morgen Weinberg. Der Pachtertrag belief sich 1805 auf 32 Malter Korn und 30 Reichstaler. Der Hof bestand 1804 aus Wohnhaus, Scheune, Stallungen, einem Back- und einem Kelterhaus sowie einer Mühle. Nachdem der Pächter 1805 mit Glück einem Verkauf des Hofes entging, konnte er 1809 eine neue Pacht mit 50 Maltern Korn antreten. 1820 folgte aber endgültig der Verkauf für 13.500 Reichstaler an Moyses Bock, der aber bald wieder von dem Kauf zurücktrat.
Um 1900 wurde der Wintermühlenhof zum Alterssitz von Alleininhaber Ferdinand Mülhens. Anfang des 20. Jahrhunderts wurde das Anwesen nochmals, auch durch einen von Ottomar Stein geplanten Landschaftspark unter Einbeziehung vormaliger Mühlenteiche, vergrößert. Im Einzelnen stammen aus der Zeit zwischen 1905 und 1911 eine Tempelarchitektur, eine unterirdische Grotte, eine Brunnenanlage, eine Quelleneinfassung, eine sogenannte „Weiher-Halle“, eine Pergola, ein Spielplatz sowie eine Brücke aus Grottenwerk. Die bereits 1862 entstandene Landstraße wurde 1906 und 1921 durch eine Einfriedung vom Wintermühlenhof abgegrenzt. Im Zweiten Weltkrieg befand sich auf dem Wintermühlenhof ab November 1939 bis zum Kriegsende das erste Kriegsgefangenenlager in Königswinter, in dem als landwirtschaftliche Arbeitskräfte für den Hof zunächst 10 Gefangene aus Polen und ab Juli 1941 21 aus Frankreich sowie zumindest ab Mai 1942 auch Ukrainerinnen lebten. Weitere auf dem Grundstück gelegene Baulichkeiten sind ein ehemaliger Kuhstall, ein Kelterhaus, ein Pferdestall, eine große Scheune aus dem Jahre 1940, ein Remisentrakt von 1952 sowie die im Park gelegene ehemalige Mühle.
Das Gut Wintermühlenhof wurde bis 2005/2006 zu einem umfangreichen Wohn- und Büropark mit einer Nutzfläche von rund 5000 Quadratmetern umgebaut. Der Gutshof steht einschließlich seines spätromantischen Landschaftsparks, der als bedeutend für die Geschichte des Landschaftsgartens gilt, als Baudenkmal unter Denkmalschutz. Ein Eintragung in die Denkmalliste der Stadt Königswinter erfolgte am 21. September 1989.
Einwohnerentwicklung
| Jahr | Einwohner |
| ---- | --------- |
| 1816 | 18        |
| 1828 | 20        |
| 1843 | 10        |
| 1885 | 18        |